# Həsən Həsənov
Həsən Əziz oğlu Həsənov (ur. 1940) – azerski polityk. Pierwszy premier niepodległego Azerbejdżanu od 25 stycznia 1990 do 7 kwietnia 1992, minister spraw zagranicznych od 1993 do 1998, bezpartyjny. Od 2004 do 2010 roku Həsənov pełnił funkcję Ambasadora Nadzwyczajnego i Pełnomocnego Republiki Azerbejdżanu na Węgrzech. Następnie od 30 sierpnia 2010 do stycznia 2021 pełnił funkcję Ambasadora Azerbejdżanu w Polsce.
W 2020 roku odznaczony Krzyżem Komandorskim Orderu Zasługi Rzeczypospolitej Polskiej.